# Tasmannia
Tasmannia es un género  de fanerógamas perteneciente a la familia Winteraceae. Comprende 40 especies. Es  nativa de Australia, Nueva Guinea, Célebes, Borneo y Filipinas. Están asociados con las zonas húmedas de la flora antárticas del hemisferio sur. Los miembros de la familia, en general, tienen la corteza y las hojas aromáticas, y algunos se utilizan para extraer aceites esenciales. Las frutas con sabor a pimienta y las hojas (especialmente secas) de este género son cada vez más utilizadas como condimento en Australia. El sabor picante se puede atribuir a una molécula llamada polygodial.

## Taxonomía
La primera descripción de este género fue publicado por Robert Brown. Las especies de Tasmannia fueron clasificadas anteriormente en el género Drimys, un grupo de Winteraceae nativo del Neotrópico. Estudios recientes han llevado a un creciente consenso entre los botánicos para dividir el género en dos, con  las especies neotropicales en el género Drimys, y las especies de Australia clasificadas en el género Tasmannia.

## Especies
| - Tasmannia acutifolia - Tasmannia arfakensis - Tasmannia beccariana - Tasmannia brassii - Tasmannia buxifolia - Tasmannia coriacea - Tasmannia cyclopum - Tasmannia densifolia - Tasmannia dictyophlebia - Tasmannia dipetala - Tasmannia elongata - Tasmannia fistulosa - Tasmannia glaucifolia - Tasmannia grandiflora - Tasmannia hatamensis - Tasmannia insipida - Tasmannia lamii - Tasmannia lanceolata - Tasmannia macrantha - Tasmannia membranea | - Tasmannia microphylla - Tasmannia monticola - Tasmannia montis-wilhelmii - Tasmannia myrtoides - Tasmannia obovata - Tasmannia oligandra - Tasmannia pachyphylla - Tasmannia parviflora - Tasmannia piperita - Tasmannia pittosporoides - Tasmannia purpurascens - Tasmannia reticulata - Tasmannia rosea - Tasmannia rubiginosa - Tasmannia stipitata - Tasmannia vaccinioides - Tasmannia verticillata - Tasmannia vickeriana - Tasmannia xerophila |